# WE ARE X：X JAPAN重生之路
《WE ARE X：X JAPAN重生之路》（英語：We Are X）是一部2016年獨立製作的音樂紀錄片，內容關於日本重金屬樂團X JAPAN及其團長YOSHIKI的傳記。由史蒂芬·凱亞導演，2016年1月23日在美國日舞影展首映，獲得「最佳紀錄片剪輯獎」。

## 劇情簡介
影片以「日本樂團至美國公演」為切入點，導演史蒂芬·凱亞對樂團成員與相關人士進行深入訪談，也將團長YOSHIKI提供高達上千小時的X JAPAN歷年各種影像檔案，經過整理後收錄至片中。導演透過鏡頭敘述X JAPAN的樂團之路一直伴隨著悲劇，YOSHIKI在10歲時父親自殺，而他的童年好友、也是樂團主唱TOSHI被邪教組織「洗腦」，導致樂團在1997年解散，而吉他手HIDE五個月後意外死亡，前貝斯手TAIJI於2010年與樂團重聚演出後，又在2011年離奇逝世。但隨後，X JAPAN仍完成了亞洲、歐洲、美洲巡演等海外活動，與西方世界的種族偏見和語言隔閡戰鬥，並成功登上音樂人的指標場地紐約麥迪遜廣場花園演出，證明樂團仍有足夠的勇氣克服悲痛。

## 出演人員
- YOSHIKI — X JAPAN鼓手
- TOSHI — X JAPAN主唱
- HIDE — X JAPAN吉他手
- PATA — X JAPAN吉他手
- HEATH — X JAPAN貝斯手
- SUGIZO — X JAPAN吉他手
- TAIJI — 前X JAPAN貝斯手
- 吉恩·西蒙斯 — 接吻樂團貝斯手[10]
- 瑪麗蓮·曼森 — 美國重金屬歌手[10]
- 史丹·李 — 前漫威漫畫負責人兼董事長[10]
- 喬治·馬丁 — 英國音樂家、前披頭四樂團製作人[11]
- 威斯·波爾蘭（英语：Wes Borland） — 林普巴茲提特吉他手[11]
- 理查·福特斯（英语：Richard Fortus） — 槍與玫瑰吉他手[11]
- 有島博志 — 日本樂評人[12]
- 增田勇一 — 日本樂評人[12]
- 津田直士（日语：津田直士） — X JAPAN前製作人[12]
- 五月天 — 台灣樂團[12]
- 月之海 — 日本樂團[12]
- Dynamite Tommy（日语：DYNAMITE TOMMY） — 日本音樂家、唱片製作人[12]
- Dir en grey — 日本樂團[12]
- MUCC — 日本樂團[12]
- LADIESROOM（日语：LADIESROOM） — 日本樂團[12]
- 小松成美（日语：小松成美） — 日本作家[12]
- 菅野秀夫 — 日本攝影師[12]
- 馬爾克·貝尼奧夫（英语：Marc Benioff） — 業務大軍公司董事長兼執行長[12]

## 製作

### 創作原因
威廉·莫理斯奮進娛樂經紀人馬爾克·蓋革遊說YOSHIKI多年，希望他能首肯拍攝一部關於X JAPAN的紀錄片。起初YOSHIKI因不願回想起昔日的痛苦記憶，因此非常掙扎。為求能夠真實呈現樂團故事，最後他指定導演必須由不熟悉X JAPAN的人擔任，才真正開始進行這項工作。紀錄片是從2014年秋天，X JAPAN準備舉行首次麥迪遜廣場花園公演之際開始正式跟拍，紀錄片於2015年7月4日宣布完成。

### 拍攝過程
YOSHIKI並未直接參與紀錄片的製作，完全交由專業團隊進行拍攝與剪輯。曾拍攝過新好男孩和滾石樂隊紀錄片的導演史蒂芬·凱亞表示，他從未聽說過X JAPAN。但是在為他們拍攝紀錄片時，他便開始為這個樂團深深著迷。史蒂芬也說，他13或14歲之前很喜歡聽英國重金屬新浪潮的音樂，但是聽了X JAPAN的音樂也立即被吸引，而他對於以前從未聽說過這支樂團感到驚訝。拍攝後，他也與一些樂團成員保持著聯繫。他表示，由於YOSHIKI提供給他X JAPAN幾十年來累積的各種影像，因此才有充分的資料和檔案可以挖掘利用。導演還透露，他受到美國電影人大衛·林區的影響很深，因此當YOSHIKI提到自己一直在扮演雙重身分 — 外在堅強和內在脆弱的兩個角色後，產生了深刻的靈感。他說，最難的是編輯，需要試圖平衡所有的成員、音樂，和YOSHIKI戲劇性的人生和音樂職涯。

### 名稱
紀錄片的名稱由來是樂團的歌曲〈X〉，此曲在現場表演中途時都會固定和觀眾互動，齊聲高喊「We Are X」。通常是主唱TOSHI喊「We Are？」，然後觀眾會回應「X！」。
高雄電影節翻譯為《X Japan：永劫回歸》，台灣電影發行商「翻面映畫有限公司」則翻譯為《WE ARE X：X JAPAN重生之路》。

## 參展、公映與發行

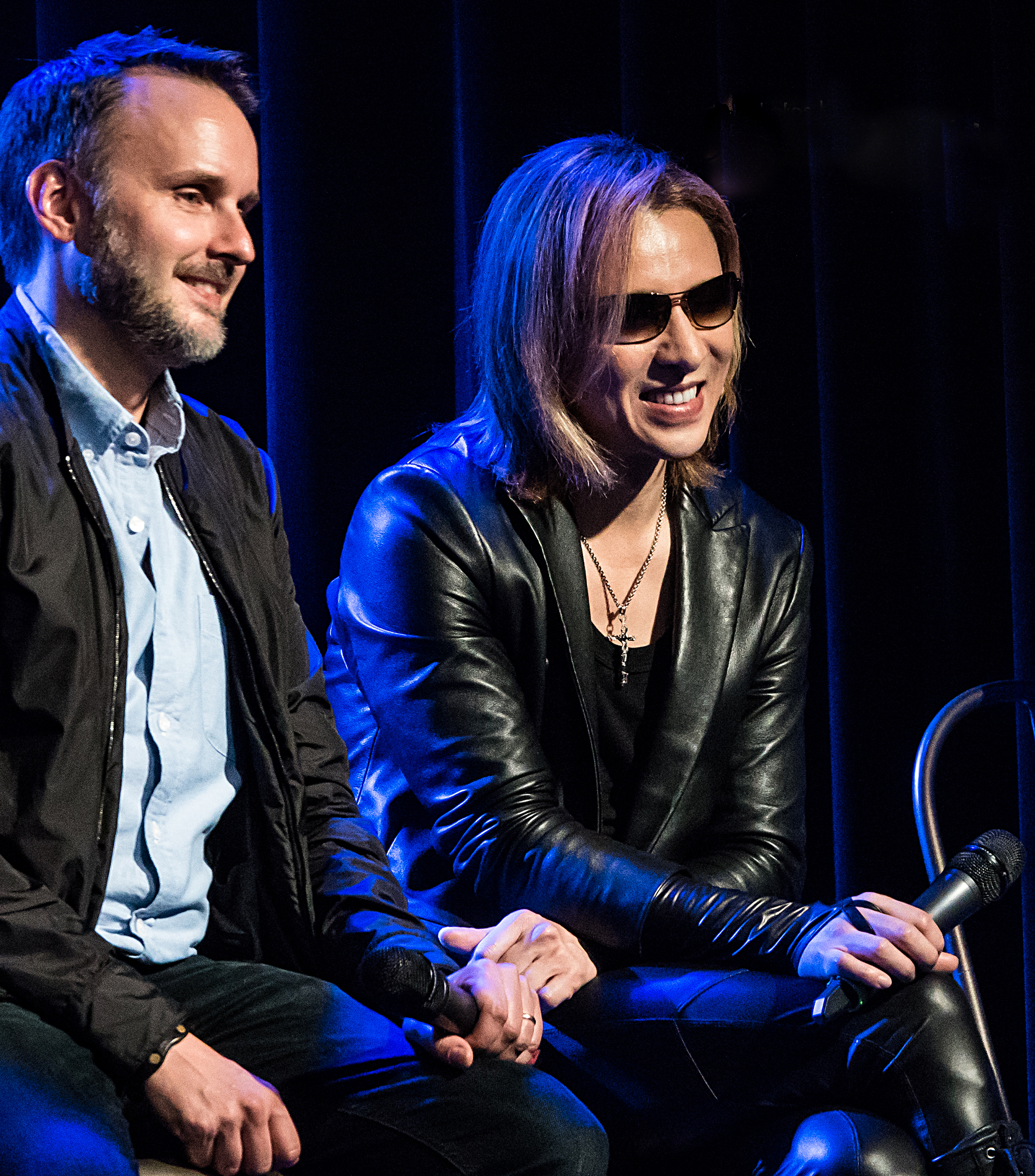
2016年10月25日，導演史蒂芬·凱亞與YOSHIKI在美國舊金山舉行的電影記者會上接受問答活動。

紀錄片於2016年1月23日在美國猶他州帕克城舉辦的日舞影展中首映，YOSHIKI和電影團隊參加紅地毯儀式，並在首映前舉行採訪問答活動。影片在該影展內另外進行了幾次播映。2016年3月16日，紀錄片於西南偏南藝術節公映。紀錄片原定於2016年3月12日在倫敦公映，並稱呼當天為「X之日」，配合X JAPAN在溫布利體育館的首次演出。然而，因吉他手PATA因大腸憩室症及血栓症而緊急入院治療，該演唱會與紀錄片公映的計畫推遲整整一年。
紀錄片之後陸續參展，包括：2016年6月5日的西雅圖國際電影節與莫斯科節拍電影節、2016年6月12日的上海國際影展、2016年7月28日的瓜納華托國際電影節、2016年8月13日的堤川國際音樂電影節、2016年8月21日的香港夏日國際電影節、2016年9月3日的新加坡設計電影節、2016年10月1日的溫哥華國際電影節、2016年10月8日的倫敦影展、2016年10月21日的凱里電影節、2016年10月27日的霍夫國際電影節、2016年11月1日的大力士國際電影節、2016年11月5日的高雄電影節、2016年11月11日的布倫瑞克國際電影節、2016年11月17日的阿姆斯特丹國際紀錄片電影節與洛克曼蒂搖滾電影節、2016年11月18日的卡加利獨立電影節、2017年1月27日的哥登堡電影節、2017年1月28日的杜林聞聲電影節、2017年2月17日的伊斯坦堡獨立電影節等等。
院線則是2016年10月21日起在美國上映、2016年12月8日起在香港上映、2017年2月28日起在英國上映、2017年3月3日起在日本上映、2017年3月5日起在法國上映、2017年3月23日起在泰國上映、2017年3月29日在捷克上映、2017年4月21日起在台灣上映、2017年5月25日起在韓國上映。
紀錄片的美國市場授權予草稿電影公司發行。2016年10月21日在美國洛杉磯新藝戲院正式上映，YOSHIKI和導演史蒂芬·凱亞蒞臨現場接受媒體採訪。紀錄片的家庭錄影帶發行權由木蘭影業公司購得，該公司於2017年4月25日在美國、百慕達和巴哈馬發行藍光光碟、DVD和數位高解析版本，額外收錄刪減訪談片段與三首音樂影像。英國市場則授權予漫畫娛樂公司發行，該公司於2017年5月22日發行藍光光碟和DVD版本。

## 評價與獎項
在首映之前，美國音樂雜誌《滾石》將本片列為「二十五部最期待的日舞影展電影」之一，並將X JAPAN評為「具有大衛·鮑伊精神的鐵娘子」。英國時尚雜誌《Dazed》將本片列為「2016年度必看的音樂紀錄片」之一。雅虎音樂將本片列為「2016年度十大最佳音樂紀錄片」第四名。紀錄片於日舞影展中提名為「最佳紀錄片」，最終獲得了「最佳紀錄片剪輯獎」。之後在西南偏南藝術節中也獲得「觀眾票選最佳片頭設計獎」。在2016上海國際影展中，本片獲提名「金爵獎最佳影片」。在第22屆評論家選擇獎中，本片獲提名「最佳音樂紀錄片獎」。美國線上電影資料庫IMDb將此片評為8分（滿分10分）。美國電影評論網站爛番茄上，本片的正面評價比例為82％，另外有92％的網站用戶表示喜歡。台灣新聞雜誌《壹週刊》在第830期中給予84分的評價。
美國新聞雜誌《新聞週刊》寫道：「這部電影迫使我們面對問題、解決困難，痛苦在藝術中的必然作用，以及音樂如何成為救贖的力量。對於歌迷來說，音樂家們用這些歌曲實現了」，並將本片稱為「歷年日舞影展最令人振奮的電影之一」。美國娛樂雜誌《好萊塢報導》寫道：「雖然這部電影確實涵蓋了X JAPAN兩位成員的死亡，以及創始成員的『洗腦』，但導演寧願在紐約花更多的時間繞在YOSHIKI身邊拍攝，使得這部電影對樂團本身的洞察力非常稀少」。加拿大音樂雜誌《Exclaim!》發表了類似的評論，認為影片主軸偏向故事和訪問，只能討好資深樂迷，其他人則會離開戲院，並註明英文字幕中有錯字。不過，該雜誌仍給了本片8分（滿分10分）好評。英國《衛報》給予本片三顆星（滿分五顆星）的評價，並寫道：「對崇拜抒情搖滾的樂迷和音樂研究者來說，這是一部非常特別、值得觀賞的影片。有很多關於死亡和青春熱血的探討，但影片主要的焦點仍是鼓手YOSHIKI的悲傷回憶」。
加拿大電影雜誌《Screen Anarchy》則表示：「影片滿是秘辛，就算不是歌迷、甚至根本沒聽說過X JAPAN的人，都會喜歡這部電影」。台灣影評人孫志熙寫道：「何為X JAPAN此團與YOSHIKI此人的核心？簡言之即是『寧鳴而死，不默而生。』所以劇情設計上必然要使用恢弘大敘事與之匹配，『對死與重生的思考』便名正言順成為主軸，同時這個極度日式的母題，也只有日本人尤其是藝術工作者最能精準詮釋」。
美國電影評論網站IndieWire認為：「這是日本最重要的音樂電影，我們西方人大多數都不知道X
JAPAN的搖滾革命、和宗教般的巨大力量。重新審視樂團現今的狀態和他們令人難以置信的悲劇歷史，他們似乎同時擁有許多美好的友誼和悲戚的痛苦回憶，這是真正動人的軼事回憶。看到YOSHIKI因傷注射、戴頸套、藥物治療，依然渾身散發出魯莽的活力，這是用藝術超越人體極限最純粹的例子之一，他也成為一個神聖的英雄。樂團的故事比電影本身更為偉大，特別是因為電影製作人的目標不僅僅是捕捉樂團的精髓，而且還想告訴那些不熟悉X JAPAN的人，他們是誰、為什麼他們的成功復出至關重要」。

## 盜版
中國網站上流傳的盜版來自上海國際影展的影展刪減版本，台灣是亞洲第一個取得完整授權的地區，高雄電影節是全世界第一次播放院線版的影展。2017年4月21日起在台灣各戲院播映的也是完整的正式院線版，而威秀影城更在上映首三日播放全球唯一的映後彩蛋「YOSHIKI赤子之心篇」。

## 配音音樂
紀錄片主題曲〈La Venus〉於2017年初由索尼音樂娛樂旗下的遺贈唱片發行為單曲，該曲獲第89屆奧斯卡金像獎提名最佳原創歌曲獎。

### 原聲帶
| 《X JAPAN - We Are X》電影原聲帶 | 《X JAPAN - We Are X》電影原聲帶     | 《X JAPAN - We Are X》電影原聲帶 | 《X JAPAN - We Are X》電影原聲帶 | 《X JAPAN - We Are X》電影原聲帶 |
| 曲序                             | 曲目                                 |                                  | 作曲                             | 时长                             |
| -------------------------------- | ------------------------------------ | -------------------------------- | -------------------------------- | -------------------------------- |
| 1.                               | La Venus（原聲版本）                 | YOSHIKI                          | YOSHIKI                          | 4:40                             |
| 2.                               | Kurenai（from THE LAST LIVE）        | YOSHIKI                          | YOSHIKI                          | 5:38                             |
| 3.                               | Forever Love                         | YOSHIKI                          | YOSHIKI                          | 8:38                             |
| 4.                               | A Piano String in Es Dur             |                                  | YOSHIKI                          | 1:51                             |
| 5.                               | Dahlia                               | YOSHIKI                          | YOSHIKI                          | 7:58                             |
| 6.                               | Crucify My Love                      | YOSHIKI                          | YOSHIKI                          | 4:32                             |
| 7.                               | Xclamation                           |                                  | HIDE 與 TAIJI                    | 3:54                             |
| 8.                               | Standing Sex（from X Japan Returns） | Miyuki Igarashi                  | YOSHIKI                          | 4:45                             |
| 9.                               | Tears                                | Hitomi Shiratomi 與 YOSHIKI      | YOSHIKI                          | 7:12                             |
| 10.                              | Longing ～切望の夜～                 | YOSHIKI                          | YOSHIKI                          | 5:12                             |
| 11.                              | Art of Life（第三樂章）              | YOSHIKI                          | YOSHIKI                          | 4:39                             |
| 12.                              | Endless Rain（from THE LAST LIVE）   | YOSHIKI                          | YOSHIKI                          | 7:06                             |
| 13.                              | X（from THE LAST LIVE）              | Hitomi Shiratomi                 | YOSHIKI                          | 6:35                             |
| 14.                              | Without You（原音樂器）              | YOSHIKI                          | YOSHIKI                          | 6:01                             |

| 日本版附贈曲目 | 日本版附贈曲目                                    |
| 曲序           | 曲目                                              |
| -------------- | ------------------------------------------------- |
| 15.            | Rusty Nail（from Dahlia Tour Final ～無謀な夜～） |
| 16.            | Forever Love（from THE LAST LIVE）                |

## 外部連結
- 官方网站（英文）
- 官方网站（日語）
- 互联网电影数据库（IMDb）上《WE ARE X：X JAPAN重生之路》的资料（英文）
- AllMovie上《WE ARE X：X JAPAN重生之路》的资料（英文）
- Box Office Mojo上《WE ARE X：X JAPAN重生之路》的資料（英文）
- 爛番茄上《WE ARE X：X JAPAN重生之路》的資料（英文）
- WE ARE X：X JAPAN重生之路的Facebook專頁（英文）
- WE ARE X：X JAPAN重生之路的Instagram帳戶（英文）
- WE ARE X：X JAPAN重生之路的X（前Twitter）（英文）
- 台灣發行商翻面映畫 （页面存档备份，存于）的Facebook專頁（繁體中文）